# Ериопа
Ериопа (или по-точно Ериопе, Ήριόπη) е женска фигура, известна по един надпис от един ритон от съкровището от Панагюрище – ритон с формата на глава на млад овен  от края на 4 век пр.н.е.
Ериопа (Ήριώπη, ου Έριωπις) се споменава като майка на Аякс още в Омировия епос (Илиада ХІІІ, 697), но връзката между двата женски персонажа не е ясна.
Сред изобразените релефно фигури, които декорират устието на ритона, Ериопе е представена вдясно. До нея седи Дионис, поставил краката си на столче.
Близо до главите на двете фигури (Дионис и Ериопа) са гравирани надписите, които идентифицират изобразените персонажи — ΗΡΙΟΠΗ и ΔΙΟΝΥ / ΣΟΣ. 